# Ice Dogs de Long Beach
Les Ice Dogs de Long Beach sont une franchise professionnelle de hockey sur glace qui était basée à Long Beach en Californie aux États-Unis. L'équipe a évolué dans la Ligue internationale de hockey de 1996 à 2000, dans la West Coast Hockey League de 2000 à 2003 puis dans l'ECHL de 2003 à 2007.

## Historique
La franchise est fondée en 1996 après le déménagement des Ice Dogs de Los Angeles à Long Beach tout en conservant son nom et son logo. En 2000, elle est transférée dans la West Coast Hockey League (WCHL) puis rejoint l'ECHL en 2003 à la suite de la dissolution de la WCHL. L'équipe est suspendue puis dissoute par l'ECHL à la fin de la saison 2006-2007.
Lorsqu'elle évoluait dans la Ligue internationale de hockey, l'équipe a servi de club-école pour les Kings de Los Angeles de la Ligue nationale de hockey de 1997 à 2000 et avait pour club-école les Gulls de San Diego de la West Coast Hockey League de 1997 à 1999. De 2004 à 2006, alors qu'elle évolue en ECHL, la franchise est le club-école des Bulldogs de Hamilton de la Ligue américaine de hockey et des Canadiens de Montréal de la Ligue nationale de hockey.

## Statistiques

### En LIH
| Saison    | PJ | V  | D  | DTB | BP  | BC  | Pts | Classement                    | Séries éliminatoires                                                                         |
| --------- | -- | -- | -- | --- | --- | --- | --- | ----------------------------- | -------------------------------------------------------------------------------------------- |
| 1996-1997 | 82 | 54 | 19 | 9   | 309 | 247 | 117 | 1re place, division Sud       | 3-0 Admirals de Milwaukee 4-0 Grizzlies de l'Utah 4-1 Aeros de Houston 2-4 Vipers de Détroit |
| 1997-1998 | 82 | 53 | 20 | 9   | 282 | 210 | 115 | 1re place, division Sud-Ouest | 3-1 Thunder de Las Vegas 4-3 Blades de Kansas City 2-4 Wolves de Chicago                     |
| 1998-1999 | 82 | 48 | 28 | 6   | 260 | 237 | 102 | 2e place, division Sud-Ouest  | 2-1 Blades de Kansas City 2-3 Aeros de Houston                                               |
| 1999-2000 | 82 | 44 | 31 | 7   | 234 | 216 | 95  | 4e place, division Ouest      | 2-0 Moose du Manitoba 0-4 Wolves de Chicago                                                  |

### En WCHL
| Saison    | PJ | V  | D  | DTB | BP  | BC  | Pts | Classement             | Séries éliminatoires                         |
| --------- | -- | -- | -- | --- | --- | --- | --- | ---------------------- | -------------------------------------------- |
| 2000-2001 | 72 | 41 | 20 | 11  | 265 | 215 | 93  | 3e place, division Sud | 3-2 Falcons de Fresno 0-3 Gulls de San Diego |
| 2001-2002 | 72 | 41 | 27 | 4   | 240 | 198 | 86  | 2e place, division Sud | 2-3 Falcons de Fresno                        |
| 2002-2003 | 72 | 22 | 46 | 4   | 178 | 280 | 48  | 5e place de la WCHL    | Non qualifiés                                |

### En ECHL
| Saison    | PJ | V  | D  | DP | DTB | BP  | BC  | Pts | Classement                   | Séries éliminatoires                           |
| --------- | -- | -- | -- | -- | --- | --- | --- | --- | ---------------------------- | ---------------------------------------------- |
| 2003-2004 | 72 | 23 | 44 | -  | 5   | 191 | 257 | 51  | 7e place, division Pacifique | Non qualifiés                                  |
| 2004-2005 | 72 | 43 | 20 | 4  | 5   | 220 | 181 | 95  | 2e place, division Pacifique | 3-1 Steelheads de l'Idaho 0-3 Aces de l'Alaska |
| 2005-2006 | 72 | 36 | 27 | 4  | 5   | 210 | 217 | 81  | 3e place, division Ouest     | 3-4 Condors de Bakersfield                     |
| 2006-2007 | 72 | 27 | 42 | 0  | 3   | 209 | 267 | 57  | 5e place, division Pacifique | Non qualifiés                                  |